# John Trotter
Pour les articles homonymes, voir John Trotter (homme politique) et Trotter.
John Trotter, né en 1752[Information douteuse] et mort en février 1792, est un artiste peintre portraitiste irlandais.

## Biographie

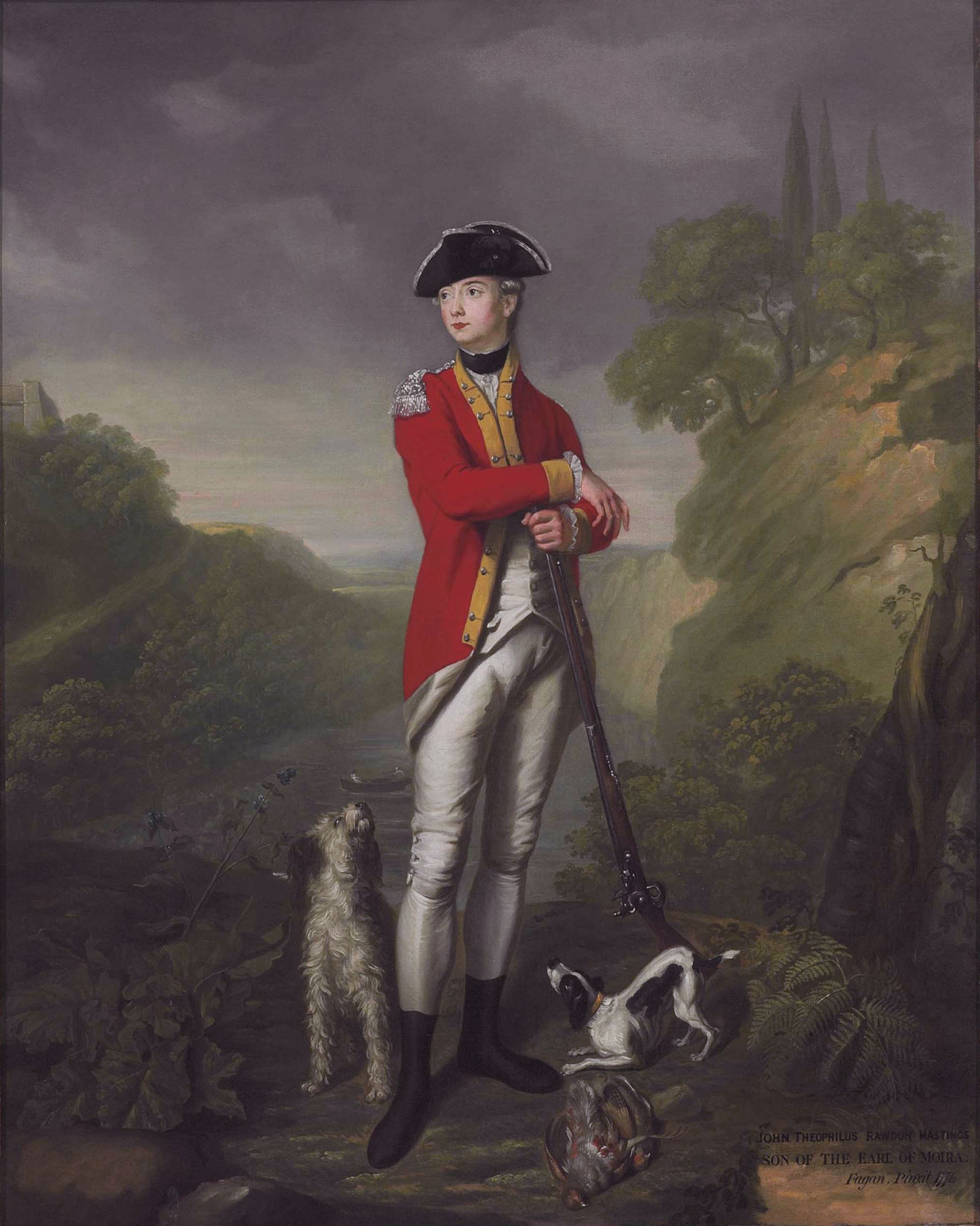
John Theophilus Rawdon-Hastings par John Trotter.

La première trace de John Trotter apparait en 1756, lorsque ses premières études sont saluées par l'Hibernian Journal alors qu'il est encore étudiant à l'école de la Dublin Society. Il passe une décennie à étudier l'art en Italie. Il retourne en Irlande et établit un studio sur Stafford Street à Dublin à partir de 1773, et ensuite sur Jervis Street puis Britain Street. Il expose à Dublin avec divers groupes, dont la Society of Artists.
Il est surtout connu pour ses portraits de militaires, tels que John Theophilus Rawdon-Hastings,. L'une de ses œuvres les plus remarquables est un portrait de groupe qu'il exécute pour la salle de conférence de la Bluecoat school de Dublin, sans doute peint vers 1779. En plus d'un autoportrait, la peinture dépeint aussi John Wilson, le secrétaire de l'école, J. Tudor, Alderman Trulock, Warner, Thomas Ivory, et Simon Vierpyl,.
Il épouse une autre artiste Marianne Hunter en décembre 1774. Le couple a deux filles, Eliza H. et Marie, toutes les deux artistes. À la mort de Marianne, il se remarie. Il meurt à son domicile de Britain Street en février 1792.
Les œuvres Trotter ont été présentées dans des expositions telles que la An Exhibition of 17th, 18th, 19th and 20th Century Irish Paintings à la Gorry Gallery et Exhibiting Art in Georgian Ireland à l'Irish Georgian Society en 2018, qui présente une œuvre issue d'une collection privée, Portrait of an officer of an Irish Volunteer Regiment in a wooded landscape, holding a spontoon.